# Radio Maritieme Diensten

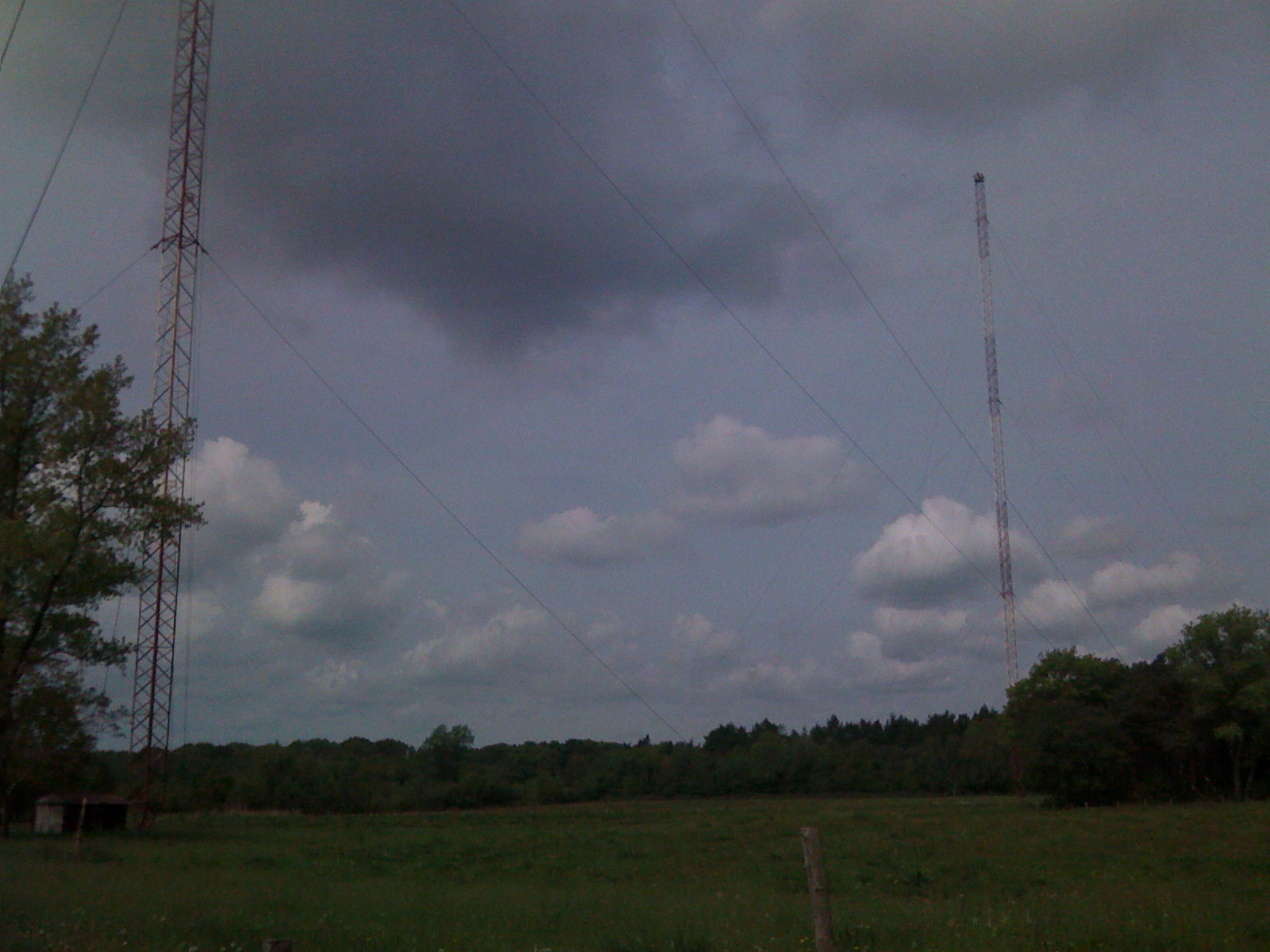
De 'radiotorens' van Ruiselede

Radio Maritieme Diensten in België zorgden voor het contact met de zeeschepen en later ook met de binnenschepen.
In 1900 kwam er vanuit De Panne radiocontact met de maalboot "Princesse Clémentine" van de Oostende-Doverlijn. Ook de andere maalboten werden uitgerust met radio. Andere boten volgden. In 1902 verhuisde het radiostation naar Nieuwpoort tot het in 1914 door een vijandelijk bombardement werd vernield. In 1918 werd het radiostation terug opgebouwd in Oostende. En er werd een tweede radiostation opgericht in Antwerpen, gericht op de toegang tot de Schelde en de vaarweg naar Antwerpen. In 1928 kwam er derde kuststation, namelijk het Radio Middenkantoor in Brussel, dat ook de intercontinentale radiografie- en telefoonverbindingen tussen vaste stations verzorgde. Dat werkte daarvoor samen met het zendstation in Ruiselede en het ontvangststation in Liedekerke, en dat tot opdracht had het maritiem verkeer op lange afstand met de Kongoboten en met de schepen die op Zuid-Amerika voeren, af te wikkelen. Later werd ook het lange-afstandsverkeer volledig aan Oostende-Radio toevertrouwd. In 1930 werd de Regie van Telegrafie en Telefonie (R.T.T) opgericht met de radiostations als onderdelen onder het bestuur van de gewesten T.T. Brugge en Telefgraaf -gewest Antwerpen. Oostende-Radio werd een zelfstandig kantoor in 1964. In 1965 werd binnen de R.T.T. het aparte gewest van de Radio Maritieme Diensten opgericht.
Door de komst van de satellietverbindingen INMARSAT en G.S.M. verloren de Radio Maritieme Diensten veel aan belang.  In 1997 kwam er reorganisatie en werden de Radio Maritieme Diensten voorlopig van Belgacom overgeheveld naar het BIPT (Belgisch Instituut voor Postdiensten en Telecommunicatie) en uitgeleend aan het Ministerie van Landsverdediging (dienst Belgische marine). In 2001 werd het personeel overgeplaatst naar het Ministerie van Landsverdediging. De eigendommen werden overgedragen aan de staat en het beheer werd toevertrouwd aan Defensie. Deze dienst is nu bekend onder de naam RCS: Radio Communication Services.